# Cycloctenus
Cycloctenus là một chi nhện trong họ Cycloctenidae.